# Buechenegg
Il Buechenegg è un valico del Canton Zurigo, che collega la località di Langnau am Albis con Tägerst (comune di Stallikon). Scollina a un'altitudine di 786 m s.l.m.